# Symphonie no 3 de Khatchatourian
Pour les articles homonymes, voir Symphonie no 3.
La Symphonie no 3 est une symphonie d'Aram Khatchatourian. Composée en 1947 pour le trentième anniversaire de la Révolution d'Octobre, elle fut créée le 25 décembre 1947 à Moscou par Ievgueni Mravinski.

## Analyse de l'œuvre
En un seul mouvement, la partition fait référence à l'esthétique urbaniste en vogue dans les années 1920.
- Durée d'exécution : vingt trois minutes.